# Palm Bay
Palm Bay è un centro abitato (City) degli Stati Uniti d'America, situato nella contea di Brevard dello Stato della Florida. Nel 2008 la popolazione era di 100.786 abitanti.

## Geografia fisica
Secondo i rilevamenti dell'United States Census Bureau, Palm Bay si estende su una superficie di 172,9 km².